# Azle

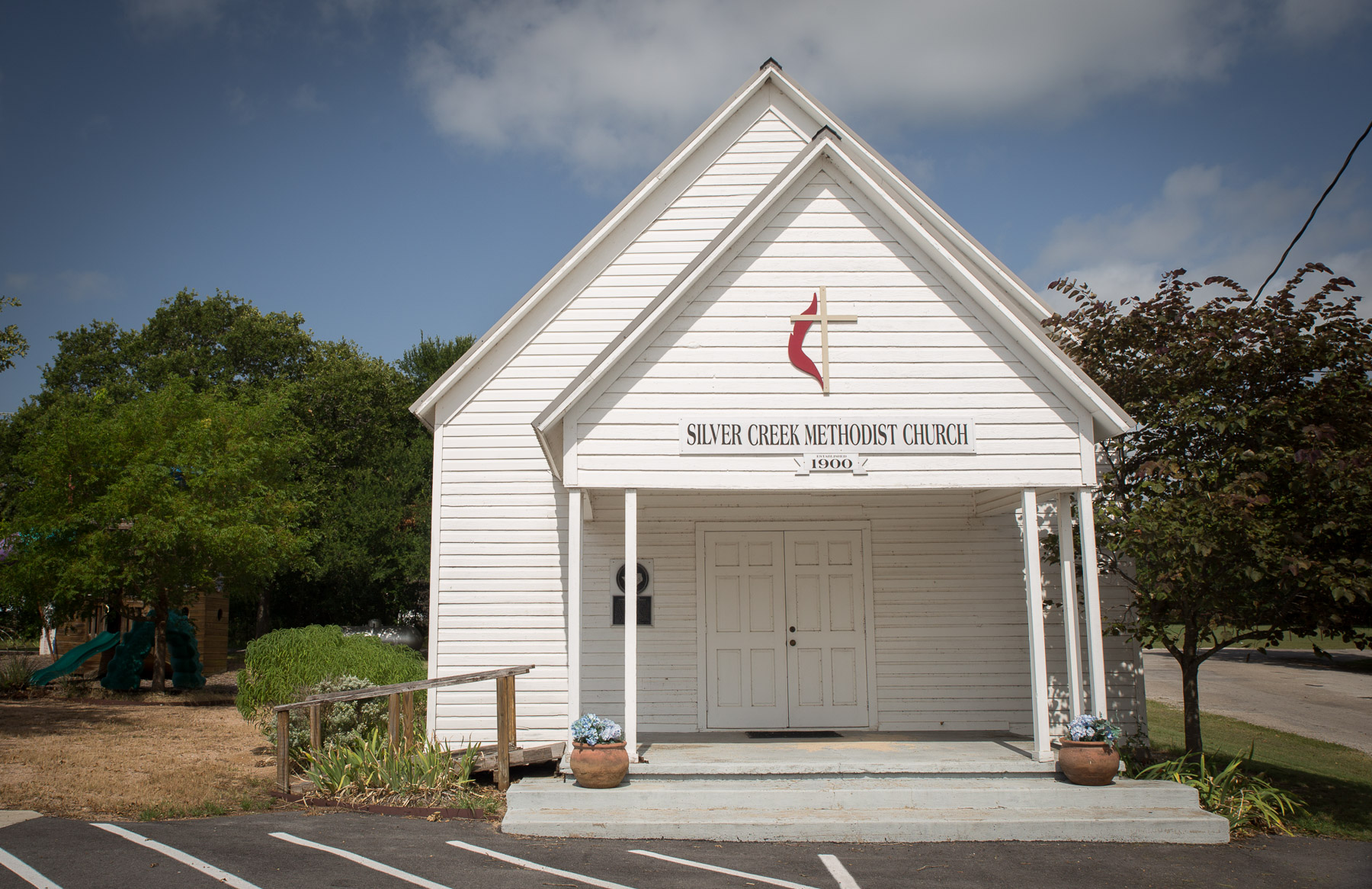
Kościół w Azle

Azle – miasto w Stanach Zjednoczonych, w stanie Teksas, w hrabstwach Tarrant i Parker.

## Demografia
Według przeprowadzonego przez United States Census Bureau spisu powszechnego w 2010 miasto liczyło 10 947 mieszkańców, co oznacza wzrost o 1040,3% w porównaniu do roku 2000. Natomiast skład etniczny w mieście wyglądał następująco: Biali 92,7%, Afroamerykanie 0,7%, Azjaci 0,7%, pozostali 5,9%.